# Turo (Hekamaatrenacht)
Turo (auch Hekamaatrenacht oder Heka-maat-Re-nacht) war unter Ramses III. und Ramses IV. der „Hohepriester des Month in Theben“ (Ḥm-nṯr-tpj-n-Mnṯw-nb-W3st = Hem-netscher-tepi-en-Menetschu-neb-Waset).
Am Ende des ersten Jahres von Ramses IV. leitete er eine Expedition ins Wadi Hammamat. Ein Jahr später wechselte er seinen Namen von Turo in Hekamaatrenacht (Ramses IV. ist siegreich), vermutlich aus loyalistischen Gründen.
Frühestens am Ende der Regierungszeit von Ramses IV. wurde Turo durch seinen Sohn Panebmonth als Hohepriester abgelöst.
Das Grab des Turo TT222 befindet sich in Qurnet Murrai. Weiterhin ist er durch eine Sitzstatue aus Medamud belegt.